# 新富町 (臺中市)

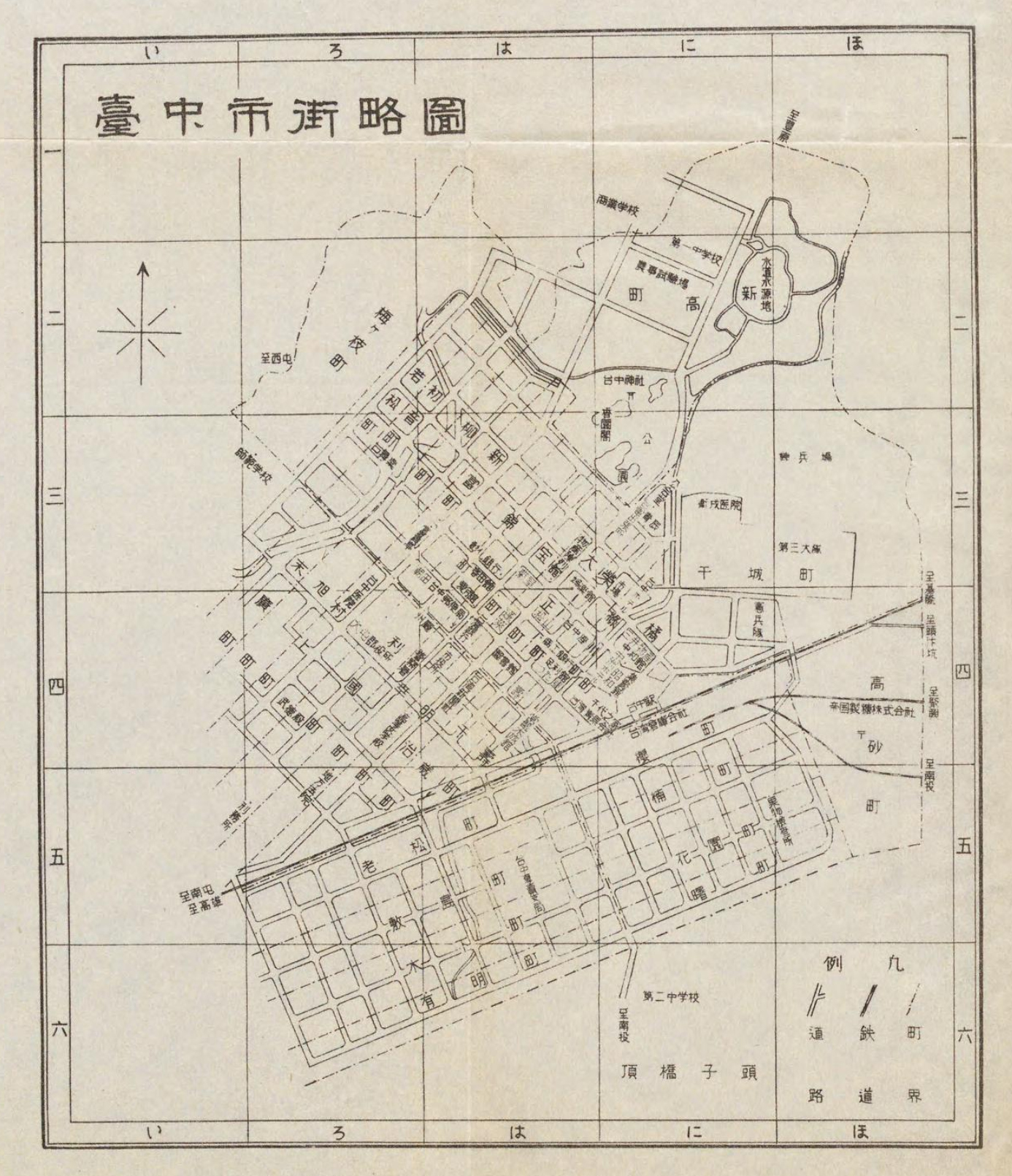
臺中市街略圖

新富町為台灣日治時期臺中州臺中市的町，分為七丁目；其最初在1916年公告為通稱町名，在1926年4月1日的町名改正公告中才正式設立，原臺中市大字的臺中改為31個町。新富町通為現今三民路二段。

## 町內設施

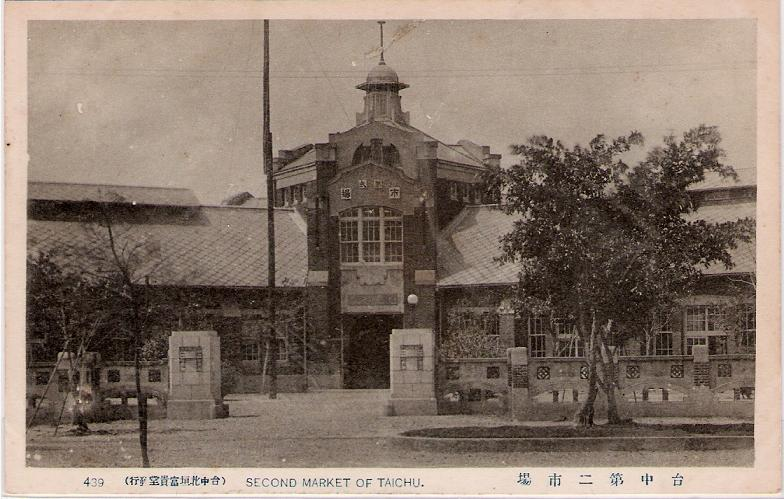
台中第二市場

一丁目
- 新富町警察官吏派出所
- 顯本法華宗台中布教所
- 真言宗醍醐寺台中布教所

二丁目
- 林寫真館
- 金光教台中教會所

三丁目
- 台中第二市場

- 台中市魚市場
- 台灣協贊信用組合

四丁目
- 台中庶民信用利用購買組合
- 臺中天主堂（今耶穌救主總堂）

五丁目
- 帝國生命保險臺北支店台中出張所

六丁目
- 臺中婦人病院
- 新富小學校（今光復國小）

七丁目